# Женская эякуляция
Женская эякуляция, секрет желёз Скина — вытекание заметного количества молочно-белой жидкости во время сексуальной стимуляции у женщин из парауретральных желёз (желёз Скина).
Не стоит путать с таким явлением, как скви́ртинг (стру́йный оргазм) или фонтани́рование, так как их считают разными явлениями в большинстве научных публикаций: во время женской эякуляции вытекает молочно-белая жидкость в относительно небольшом количестве из парауретральных желёз (желёз Скина), а во время сквиртинга вместе с жидкостью из парауретральных желёз выпрыскивается прозрачная, прозрачно-беловатая или прозрачно-желтоватая жидкость в относительно большом количестве из мочевого пузыря.
В 1980-x годах рядом исследователей были проведены опросы, посвящённые женской сексуальности; среди прочего 35—50 % женщин сообщили, что во время оргазма у них происходило выделение некоторого количества жидкости. Другие исследования говорят о 10—69 %, в зависимости от используемых определений и методов. Например, чешский психотерапевт Станислав Кратохвил в 1994 году обследовал 200 женщин и нашёл, что лишь у 6 % выбрасывание жидкости происходит во время каждого оргазма, у 13 % такое выбрасывание было только 1—2 раза, и приблизительно 60 % сообщили о вытекании (но не выбрасывании) некоторой жидкости во время оргазма. Сообщения относительно количества выделяемой жидкости значительно разнятся: от количества, которое не заметно женщине (примерно 1—5 мл), до объёма небольшой чашки (примерно 30—50 мл).
По некоторым опровергаемым данным, женская эякуляция достигается путём стимуляции уретральной губки (или точки G, названной в честь доктора Эрнста Грефенберга, область которой предположительно находится рядом с передней стенкой влагалища).
Реже эякуляцию можно вызвать через самостоятельное внешнее стимулирование клитора, вследствие чего внутренняя ткань клитора напрягается и стимулируется уретральная ткань.

## Исторические исследования
Предположение о том, что женщины могут выделять жидкость из половых органов в момент оргазма, всегда было «одним из наиболее горячо обсуждаемых вопросов в современной сексологии». Женская эякуляция обсуждалась в анатомической, медицинской и биологической литературе на протяжении всей истории. Интерес к этой теме не раз становился предметом критики феминистически настроенными авторами.

### Восточные исследования
Существуют упоминания о женской эякуляции в индийских эротических текстах, таких как Камасутра и Ананга Ранга. Кроме того, во многих индийских храмах встречаются изображения женской эякуляции. В Камасутре сказано следующее:

Сперма женщины продолжает выделяться с начала сексуального союза до конца таким же образом, как и из мужчины.

В древнекитайском даосском трактате «Канон чистой девы» (Суй 590—618) также встречаются описания женской эякуляции:

Спрашивал Жёлтый император: «Как могу я узнать степень удовлетворения женщины?» Чистая дева отвечала: «Чтобы видеть изменения состояний и знать их причину, существуют пять признаков, пять стремлений, десять движений. <…> В-пятых, когда влага заливает седалище, следует медленно и плавно извлекать».

### Древний мир
Греческие и римские авторы полностью признавали женскую эякуляцию и считали её абсолютной нормой, разногласия были только относительно того, способна ли жидкость, которую выбрасывает женщина, дать потомство, как мужская сперма. То есть содержит ли она сперматозоиды и способна ли она к оплодотворению. По утверждению Ренье де Граафа, в работах Клавдия Галена содержится упоминание того, что Герофил описал у женщины подобный простате орган ещё в IV в. до н. э., хотя это утверждение крайне спорно.
Аристотель полагал, что эта жидкость не способна дать потомство, тогда как Гиппократ и Клавдий Гален сообщали, что эта жидкость является разновидностью спермы.
В труде «О порождении животных» Аристотель утверждает, что функция этой жидкости — удовольствие, а не оплодотворение:

Некоторые думают, что женщина выделяет сперму во время совокупления, потому что в этот момент она испытывает удовольствие и выделяет жидкость, подобно тому как это происходит у мужчины. Но эта жидкость не оригинальна (не есть сперма)… Количество этой жидкости, когда это встречается, находится в другом масштабе от количества спермы и далеко превышает её.

Гиппократ заявил, что «сперма мужчины дополняется эякулятом женщины для выполнения оплодотворения», в то время как Гален дифференцировал относящиеся к оплодотворению и удовольствию женские жидкости. Источником жидкостей он считал орган, описанный им как женская простата.

Жидкость в её простате… ничего не вносит в произведение потомства… Она льёт снаружи… Эта жидкость не только стимулирует… половой акт, но также и в состоянии дать удовольствие и увлажнить проход. Она явно вытекает из женщин, поскольку они испытывают самое большое удовольствие в совокуплении…

Таким образом, существовали две не противоречащие друг другу теории о женском семени, которые также признавались в арабском мире, а затем и в западной медицине. В рамках современных научных представлений обе они отражают разные стороны одного явления: по содержанию щелочной фосфатазы, кислой фосфатазы, фруктозы, простагландинов E-2 женский эякулят аналогичен простатическому секрету. В целом он аналогичен семенной жидкости, но не содержит половых клеток. Соответственно обе теории верны, ибо женский эякулят аналогичен мужскому, за исключением наличия гамет.

### Западная литература

#### XVI—XVIII века
В XVI столетии голландский врач Левинус Лемниус описывал то, как женщина «вынимает семя мужчины и проводит её собственное с ним». В XVII столетии Франсуа Морисо описывает железы в мочеиспускательном канале, которые «выливают большие количества солёной жидкости во время совокупления, которая увеличивает страсть и удовольствие женщин».

#### Ренье де Грааф
Голландский анатом Ренье де Грааф написал значительный трактат относительно репродуктивных органов женщины, который стал широко цитироваться в литературе по этой теме. Де Грааф разбирал фундаментальные противоречия и поддерживал аристотелевскую точку зрения. Он идентифицировал источник как железистые структуры и трубочки, окружающие уретру:

[VI:66-7] Уретра выстлана тонкой мембраной. В более низкой части, около выхода мочевого прохода, в эту мембрану проникают большие трубочки, через которые «pituitoserous сок» иногда выделяется в значительных количествах. Между этой очень тонкой мембраной и мясистыми волокнами, которые мы только что описали, есть беловатое мембранное вещество шириной в палец, которое полностью окружает мочеиспускательный канал… Это вещество можно назвать «женской простатой» или «железистым телом»… Функция «простаты» — вырабатывать «pituitoserous сок», который делает женщин более чувственными своей остротой и солёностью, и смазывать половые органы для увеличения приятных ощущений во время совокупления.
[VII:81] Здесь также нужно отметить, что выделение жидкости из женской простаты вызывает такое же большое удовольствие, как это происходит с мужской простатой.

Де Грааф рассмотрел различные точки зрения относительно женского эякулята и его происхождения и заявил, что эта жидкость, «которая выделяется во время секса или мастурбации», была получена из многих источников, включая влагалище, мочевые пути, шейку и матку. Однако он не различает смазывание промежности во время возбуждения и оргазменный эякулят. Главная цель его работы состояла в том, чтобы различить семенную жидкость и оргазменную жидкость.

#### XIX век
Психиатр Рихард фон Крафт-Эбинг в 1886 году в своём исследовании сексуальных извращений описывает женскую эякуляцию как извращение, связанное с неврастенией и гомосексуализмом.
Женскую эякуляцию также описывает Зигмунд Фрейд в 1905 году в своём труде «Фрагмент анализа истерии (История болезни Доры)», где он также связывает её с истерией.

#### XX век
В начале XX века женская эякуляция упоминается как абсолютно нормальное явление в книге доктора медицины Теодора Хендрика Ван де Велде «Ideal Marriage: Its physiology and technique» («Идеальный брак: его физиология и техника»):

Кажется, что большинство непрофессионалов полагает, будто что-нибудь должно выбрасываться из тела женщины при каждом оргазме, как это обычно случается у мужчины. Совершенно бесспорно, что женская эякуляция отсутствует у многих женщин с нормальной сексуальной функцией, в то время как у других она имеет место.

В 1948 году американский гинеколог Хаффман издал исследование «простатической ткани» женщины, в котором содержался исторический очерк разбираемой темы и детальные рисунки. В рисунках он совершенно чётко различал ткани железы Скина и другие ткани, окружающие мочеиспускательный канал и уретру.

Уретру можно сравнить с деревом: от её основания отходят многочисленные каналы, парамочеиспускательные трубочки и железы.

До этого момента все исследования были посвящены изучению природы женской эякуляции. Однако в 1950 году Эрнст Грэфенберг публикует своё эссе «Роль уретры в женском оргазме», в котором он описывает свои наблюдения за женщинами в момент оргазма.

Эротическую зону можно обнаружить на передней стенке влагалища вдоль уретры… аналогично мужской уретре, женская уретра также, кажется, окружена способными выпрямляться тканями… В ходе сексуального возбуждения женская уретра начинает увеличиваться, и это можно легко почувствовать. Иногда производство жидкостей бывает… большим…
Если есть возможность наблюдать оргазм у таких женщин, можно видеть, что большие количества прозрачной жидкости выбрасываются не из вульвы, а из уретры. Сначала я думал, что мочевой пузырь стал неспособен удерживать мочу из-за интенсивного оргазма. О непроизвольном выбрасывании мочи не раз сообщают в сексуальной литературе. В случаях, наблюдаемых мною, была исследована жидкость, и она не была похожа на мочу. Я склонен полагать, что эта «моча», которая, как сообщают, выбрасывается во время оргазма из женской уретры, не является мочой, а является продуктом внутримочеиспускательных гланд, коррелированных с эротической зоной вдоль уретры на передней влагалищной стенке. Кроме того, у эякуляции в момент оргазма нет никакого смазочного значения, так как она происходит в конце полового акта.

Данное эссе было раскритиковано и отвергнуто главными сексологами того времени, такими как Альфред Кинси, Уильям Мастерс и Вирджиния Джонсон. Кинси приравнял исследования Грэфенберга к псевдонауке, несмотря на то, что сам был знаком с явлением женской эякуляции:

Мускульные сокращения влагалища в момент оргазма могут высвободить некоторое количество генитального секрета и в некоторых случаях вытолкнуть её наружу с достаточной силой.

То же наблюдение делает и Уильям Мастерс, который десять лет спустя писал следующее:

Большинство женщин не выбрасывает во время оргазма никакой жидкости… Однако мы действительно наблюдали несколько женщин, которые выделяли в момент оргазма жидкость, которая не была мочой.

Тем не менее, он всё равно отрицает его: «Женская эякуляция — ошибочное, но широко распространённое понятие». Двадцать лет спустя, в 1982 году, он повторяет своё утверждение, что женская эякуляция является результатом «недержания мочи в момент сильного напряжения».
Дальнейшее развитие эта тема получила в 1978 году в трудах Д. Л. Севели и Д. В. Беннета. В своём «Журнале сексуальных исследований» они подняли тему женской эякуляции, сказав, что она не имеет никакого отношения к недержанию мочи. В частности, они писали:

Это [женская эякуляция] не новое знание, а повторное открытие потерянного понимания, которое должно поспособствовать к изменению нашего взгляда на женскую половую жизнь.

Теория, выдвинутая этими авторами, была немедленно раскритикована и опровергнута многими другими учёными, например, физиологом Джозефом Боленом, утверждавшим, что она основана на домыслах, а не на строгих научных принципах. Известный психиатр того времени Элен Сингер Каплан сказала по этому поводу:

Женская эякуляция (в отличие от женского мочеиспускания во время оргазма) с научной точки зрения никогда не доказывалась и, мягко говоря, очень сомнительна.

Некоторые радикальные феминистки, такие как Шейла Джефрис (1985), также были пренебрежительны, утверждая, что это плод мужской фантазии:

В сексологической литературе есть примеры мужских сексуальных фантазий о лесбийской сексуальности. Краффт-Эбинг изобрёл форму эякуляции для женщин.

Это потребовало детальной анатомической работы Хелен О’Коннелл с 1998 года, чтобы лучше понять связи между различными анатомическими структурами. По её наблюдениям, промежуточная часть уретры женщины встроена в переднюю стенку влагалища и окружена эректильной тканью во всех направлениях, кроме заднего, где она относится к стенке влагалища. «В дистальной части влагалища клитор и мочеиспускательный канал составляют единое целое, покрытое сверху кожей вульвы и её эпителиальными составляющими. Эти части имеют общую сосудистую систему и нервное снабжение, и во время сексуальной стимуляции реагируют как единое целое».

## Споры и дебаты
Дебаты в медицинской литературе сосредотачиваются на трёх темах: существование женской эякуляции; источники и состав выбрасываемой в момент женской эякуляции жидкости; связь женской эякуляции с теориями о женской сексуальности. Такие дебаты приводят к столкновениям различных мнений людей, сформированных под влиянием популярной культуры, порнографии, а также различных физико-химических и поведенческих исследований. Часто дебаты на эту тему связаны с вопросами на тему существования точки G, так как авторы, приводящие данные о существовании этой точки, считают, что возбуждение этого участка влагалищной стенки вовлекает одновременное возбуждение «железы Скина», соответствующих простатических желёз и трубочек, что в конечном итоге приводит к эякуляции. Также считается, что ткани, которые окружают уретру, имеют общее гомологическое происхождение с тканями мужской простаты.
Как пример дебатов на эту тему можно рассмотреть спор Кэрол Дарлинг и Шеннон Белл с Хелли Алзате. В обширном обзоре этой темы Дарлинг требует у медицинского сообщества факта признания женской эякуляции, в то время как Алзате заявляет в резко критической манере, что Дарлинг не способна обеспечить никакого экспериментального подтверждения своим словам. В частности, она говорит:

До сих пор распространённый среди женщин недостаток знаний об анатомии и физиологии своих сексуальных органов может заставить их перепутать выделения из бартолиновых желёз или недержание мочи с «эякуляцией».

Шеннон Белл, комментируя высказывание Алзате, говорит, что та не должна отвергать женские субъективные ощущения в пользу строго научного подхода, и что тенденция «игнорировать и давать иное толкование женским субъективным описаниям» — ложная позиция", которая является основной проблемой в подобного рода дебатах. Для некоторых, утверждает она, это скорее вопрос веры, чем физиологии.
Споры по поводу женской эякуляции вновь разгорелись в 1982 году после публикации ставшей бестселлером книги «Точка G и другие недавние открытия о человеческой сексуальности» за авторством Ладаса, Уиппла и Перри. Книга была написана в научно-популярном стиле и вызвала очень большой резонанс среди широкой публики. Ребекка Чалкер отмечает, что эта книга была многими встречена с презрением, скептицизмом и недоверием. По мнению критиков, глава о женской эякуляции в значительной степени основана на смехотворных статистических опросах, свидетельствах и обследовании небольшого количества женщин, а не биомедицинских исследованиях или клинических испытаниях. Утверждалось, что уже после выхода книги многие женщины, которых осматривали авторы книги, сообщили, что у них было диагностировано недержание мочи. Книга продвигает ещё одну феминистскую теорию: поскольку удовольствие женщин в их сексуальности исторически исключалось, удовольствие от эякуляции было либо уценено, либо рассмотрено медицинскими работниками как физиологическое явление. Уиппл продолжала публиковать свои открытия, в том числе 9-минутное видео, сделанное в 1981 году «Оргастические выбрасывания жидкости у женщины во время сексуальной стимуляции». В 1984 году «Журнал сексуальных исследований» назвал дебаты вокруг женской эякуляции «жаркими». Затем Жозефина Севели продолжила своё исследование 1978 года, опубликовав «Секреты Евы: новая теория женской сексуальности» в 1987 году, подчеркнув комплексный, а не узкий подход к пониманию женской сексуальности, с клитором, влагалищем и уретрой, описанными как единый сексуальный орган. Это не только поставило под сомнение традиционное разделение женской сексуальности на клиторальные и вагинальные ощущения, но и сексуализировало уретру.
Ряд критиков утверждает, что результаты, полученные Ладас, Уиппл и Перри, не были подтверждены ни одним из более поздних исследований, в том числе тех, в которых участвовали они сами.
Споры и обмен критическими письмами между различными авторами и исследователями продолжились в 2002 году после публикации в американском «Журнале акушерства и гинекологии» статьи «Точка G: современный гинекологический миф» Терренса Хайнса, в которой критикуются исследования на тему точки G и женской эякуляции. По состоянию на 2007 и 2008 годы существование женской простаты и эякуляции являлось предметом обсуждения, а статьи и главы книг продолжали появляться с такими заголовками, как «Факт или Фантазия».

## Исследования
Основная проблема в исследованиях женской эякуляции заключается в использовании крайне незначительного числа специально отобранных людей, что не соответствует критериям социологических исследований, делая невозможным различного рода обобщения. Крупнейшими исследованиями являются интернет-опрос, состоящий из 320 участниц, и письменный анонимный опрос, состоящий из 1289 участниц. Большая часть исследований, посвящённых изучению природы жидкости, сконцентрированы на попытке определить, является ли данная жидкость мочой или нет. Здесь проблемой является корректный сбор образцов и попытка избежать их загрязнения. Также изучаемый объект — «железу Скина» — в силу его расположения, невозможно полностью изолировать от выделения мочи, особенно учитывая тот факт, что возможна ретроградная эякуляция в уретру по направлению к мочевому пузырю. Самые актуальные данные давали исследования, перед которыми женщины воздерживались от коитуса, и где их собственная моча сравнивалась до и после оргазма. Как один из методологических способов предлагалось использование красящих химических веществ, которые выделялись бы в моче и позволяли отличить её от эякулята. Ещё одна методологическая проблема связана с тем, что состав жидкости, как считают некоторые учёные, зависит от менструального цикла, а также от возраста женщины.

### Взаимосвязь с недержанием мочи
В течение большей части XX века ведётся спор о том, существует ли вообще понятие «женская эякуляция» и следует ли её отличать от недержания мочи. Некоторые исследования, проведённые в 1980-х годах, показывали, что выделяемое в момент оргазма вещество по некоторым параметрам отличается от мочи, хотя, например, параметр щёлочности совпадает с мочой. В другом исследовании 7 женщинам, утверждающим, что они способны к эякуляции, установили до полового акта мочевой катетер, и в момент оргазма через катетер было изгнано большое количество мочи и в некоторых случаях немного других жидкостей. В 1989 году Дэвидсон провёл исследование, в котором опросил 1289 женщин. Было установлено, что ощущения от эякуляции и мочеиспускания очень похожи.

### Природа жидкости
Критики утверждали, что эякуляция является недержанием при стрессе или просто вагинальной смазкой. Исследования в этой области были сконцентрированы исключительно на попытке доказать, что это не вещества, содержащиеся в моче, такие как мочевина, креатинин, простатическая кислая фосфатаза (PAP), простат-специфический антиген (PSA), глюкоза и фруктоза.
Ранняя работа была противоречивой, например, исследования Аддиего с коллегами, опубликованными в 1981 году, не были подтверждены в последующих исследованиях 11 женщин в 1983 году, но были подтверждены при исследовании ещё 7 женщин в 1984 году. В 1985 году разные группы изучили 27 женщин и нашли только мочу, предположив, что результат зависит от используемых методов.
В 2007 году исследование двух женщин включало в себя ультразвук, эндоскопию и биохимический анализ жидкости. Эякулят был сравнён с мочой тех же женщин до оргазма, а также с данными мужского эякулята. У обеих женщин был высокий уровень PSA, PAP, глюкозы, но низкий уровень креатинина. Уровень PSA был соизмерим с мужским. Дополнительные исследования показали, что PSA и PAP обнаруживается в образцах мочи, собранных после оргазма, но не обнаруживается в образцах, собранных перед оргазмом.

### Источник жидкости
Одним из главных практических аргументов против теории эякуляции является претензия по поводу объёма эякулята. Очевидно, что до эякуляции он должен где-то храниться в области таза, и мочевой пузырь, очевидно, самый большой источник. Однако фактический объём тканей в области «железы Скина» крайне мал. Для сравнения, у мужчины количество эякулята колеблется 0,2—6,6 мл (0,04—1,1 чайной ложки), максимум 13 мл (2,6 чайной ложки). Таким образом, в больших объёмах выделившейся во время женской эякуляции жидкости должно содержаться хоть какое-то количество мочи. В исследовании одиннадцати образцов, проанализированных Гольдбергом в 1983 году, сообщается, что объём женского эякулята колеблется в диапазоне 3—15 мл (0,6—3 чайной ложки). Один из источников утверждает, что «железа Скина» способна хранить и выбрасывать в момент оргазма 30—50 мл (6—10 чайных ложек) эякулята, однако остаётся неясным, каким образом это было измерено, а также это не было подтверждено ни одним другим исследованием. В одном исследовании использовался краситель «метиленовый синий», который выводится с мочой и окрашивает её в синий цвет. Исследователи сообщили, что наблюдали одну женщину, у которой после введения химикат наблюдался в моче, но его не было в изгоняемой в момент оргазма жидкости. Белзер показал, что у одной женщины, которую он исследовал, краситель был найден в её моче, но не в выделившейся жидкости.
Физиологическая функция женского эякулята точно не известна. В 2009 году в статье в журнале «Медицинские гипотезы» было высказано предположение о том, что он может иметь антимикробную функцию, защищая от инфекций мочевыводящих путей.